# غار تیتو بوستیو
غار تیتو بوستیو یک پناهگاه صخره ای ماقبل تاریخ است که در نزدیکی شهر کوچک ریبادسلا، در منطقه خودمختار آستوریاس در اسپانیا واقع شده است. این غار پیش از ۱۰۰۰۰ سال قبل از میلاد توسط انسان‌تباران (کرومانیون‌ها) قابل سکونت شده بود. به دلیل ریزش صخره، ورودی اولیه غار هزاران سال پیش مهر و موم شد که امکان نگهداری اشیا، ابزار و نقاشی‌های دیواری کشف شده در سال ۱۹۶۸ را فراهم کرد. بر اساس این اکتشاف، اشیاء یافت شده در غار به دوره فرهنگ مگدالن در دوران پارینه سنگی فوقانی می‌رسند و حتی پیش از آن غار مسکونی بوده.
غار تیتو بوستیو به عنوان بخشی از غار آلتامیرا و هنر غار پارینه سنگی شمال اسپانیا در فهرست میراث جهانی قرار گرفته است و دارای ۱۲ نقاشی پیش از تاریخ است که آن را به یکی از کامل‌ترین نمونه‌های هنر پیش از تاریخ در شمال اسپانیا بدل می‌کند. قدیمی‌ترین این نقاشی‌ها پیکره‌های انسان را نشان می‌دهد و حدود ۳۳۰۰۰ سال قدمت دارد، و توسط تاریخ‌گذاری رادیوکربن تعیین شده است. برخی از دانشمندان بر این باورند که می‌تواند توسط نئاندرتال‌ها ساخته شده باشد، اگرچه این نظریه اثبات نشده است.
برخی از نقاشی‌ها نشان دهنده حیوانات هستند: اسب، گوزن، مرال و حتی حیوان دریایی (احتمالا یک نهنگ) و اعتقاد بر این است که آنها نوعی هدف آیینی برای بهبود شکار خود داشتند. همچنین شکلی وجود دارد که نشان دهنده اندام تناسلی زنانه است و اعتقاد بر این است که قصد اشاره به باروری را داشته است. قدیمی‌ترین نقاشی در غار نمایانگر یک پیکره انسان نما است، بخشی مرد و بخشی زن.
به غیر از نقاشی‌ها، برخی از اشیاء مربوط به دوره مگدالن کاملاً حفظ شده. مهم‌ترین آن‌ها چند زوبین ساخته شده از استخوان و یک سر بز حکاکی شده است.